# Schager Wiel

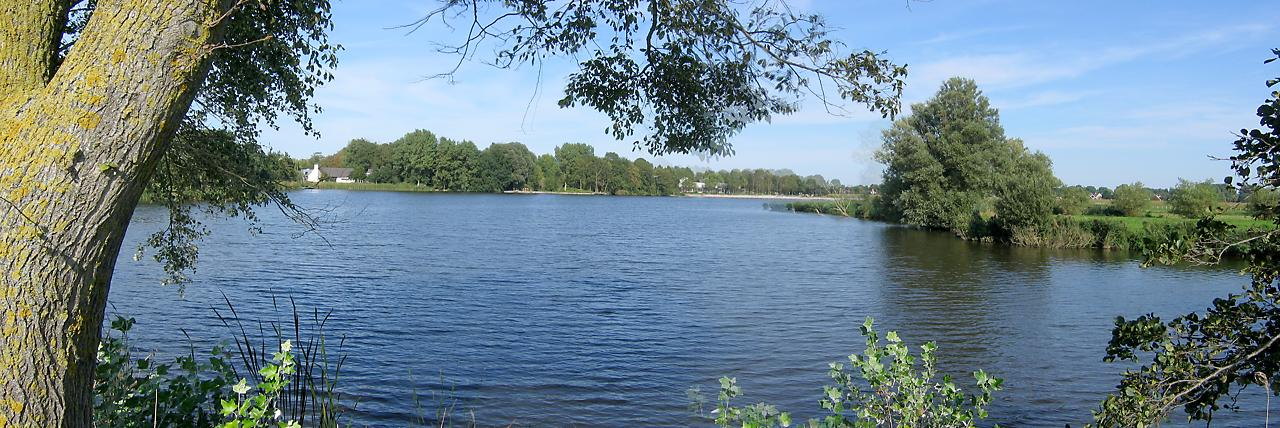
Schager Wiel

De Schager Wiel is een natuur- en recreatiegebied aan de zuidwestkant van Schagen.
Hart van het gebied vormt het meer 'De Wiel', gevormd tijdens een grote overstroming in 1248.
In 1969 werd het gebied onderdeel van het bestemmingsplan van de nieuwe wijk Waldervaart. Daarin werd vastgelegd dat de Schager Wiel recreatiegebied is. Aan de oever van het meer staat zwembad De Wiel. Vroeger was  dit een buitenzwembad met ernaast het Wittekruisbad, speciaal bestemd voor de minder bedeelden. Tegenwoordig is dit inmiddels in verval geraakte terrein onderdeel van het natuurgebied Schager Wiel, waar in 2006 een stadsstrand werd geopend.

## Anekdotes
- Een oud gezegde in Schagen luidt: "de Wiel is zo diep dat de Schagerkerk er in onder gaat". Begin 21e eeuw bleek uit peilingen dat dit absoluut niet het geval is.